# L'Effort
L'Effort was een vrij en gratis atelier voor kunstschilders in Brussel dat in 1898 opgericht werd onder impuls van Auguste Oleffe. Het atelier was actief tot na de Eerste Wereldoorlog.
De naam "L'Effort" werd eerder gebruikt voor de gratis privé-school voor kunstschilders en decoratieschilders die in 1858 opgericht werd door Hubert Bellis boven zijn winkel “L’Effort" op de Brandhoutkaai in Brussel. Het is niet gekend of er enig verband is tussen deze twee gratis opeldingscentra. 

## Beschrijving
Als reactie op het beleid van officiële salons die elke deelname van vernieuwende en avant-gardistische kunstenaars uitsloten. ontstonden op het eind van de XIX eeuw verschillende kunstenaarsverenigingen, vooral in Brussel en Antwerpen, met als doel om jaarlijks een grote tentoonstelling voor hun leden te organiseren.  
Twee belangrijke verenigingen in Brussel waren de aan elkaar gelinkte "Labeur" en "L'Effort". Er was een grote overlapping van leden en buiten de officiële activiteiten is het onderscheid soms moeilijk te maken.   
De kunstenaarsvereniging "Labeur" werd in 1898 opgericht door een groep kunstenaars waaronder Auguste Oleffe, Jules Merckaert, Ferdinand Schirren,Jan Stobbaerts, Jean Lemayeur,Georges van Zevenbergen, Alfred Delaunois, Jef Lambeaux, Louis Thévenet en Henri Ottmann. Willem Paerels en Charles Dehoy voegden zich onmiddellijk bij hen. Ze beslisten om als aanvulling een vrij atelier op te richten,waarschijnlijk naar het voorbeeld van "La Patte du Dindon", waaruit Labeur was gegroeid. Het kreeg de naam "L'Effort". Het atelier was eerst gevestigd in de herberg La Girafe in Sint-Joost-ten-Node en vanaf 1910 op de zolder van herberg "De Zwaan" op de Grote Markt in Brussel. Ook in andere zaaltjes en zolders vonden er activiteiten plaats. Het doel van "L'Effort" was niet om salons te organiseren, maar om de leden in te wijden in de vrije creativiteit. Zij vonden dat een kunstenaar in alle vrijheid zonder beperkingen, los van de beperkende regels van de academische kunst, moesten kunnen tekenen en schilderen.
Auguste Oleffe, boegbeeld van Labeur, werd ook ook de spil van het gratis vrij atelier L'Effort. Hij was als oudere kunstenaar de mentor van een groot aantal opkomende kunstenaars, die hij naar de expressieve vrijheid leidde.
De deelname was gratis. De deelname was groot, men moest zelfs reserveren, in het bijzonder op woensdag en donderdag, de dagen dat er modeltekenen was. De kunstenaars kregen les van bekende kunstenaars, zoals William Jelley, en legden wat geld bijeen om bijvoorbeeld een (naakt)model te betalen in tal van boven- en achterkamertjes.  Er werd zonder enige dwang getekend en geschilderd, leiding was er nauwelijks.Tussen 8 en 10 werd met een koortsachtige ijver geschilderd en de discussieronde in de kroeg was het sluitstuk van de avond. Het vrije atelier was immers ook een ontmoetingsplaats voor gelijkgezinde kunstenaars. Spel (vooral darts) en kunst gingen samen, de avonden waren beruchtEr werden ook feesten georganiseerd, waarvan een aantal foto's getuigen.
Het atelier was dus ook een belangrijke plaats voor uitwisseling van ideeën, discussies en onderlinge beïnvloeding. 
Samen met de kunstenaarskring Labeur werd L'Effort de motor voor wat later het Brabantse fauvisme zou genoemd worden. Bijna alle leden van de Brabantse Fauvisten namen deel aan het atelier, sommigen leden kenden elkaar al voordien, voor anderen was het de eerste kennismaking.    

## Verwarring
De naam "L'Effort" werd ook gebruikt voor de gratis privé-school voor kunstschilders en decoratieschilders die in 1858 opgericht werd door Hubert Bellis boven zijn winkel “L’Effort" op de Brandhoutkaai in Brussel. Bekende leerlingen van deze school waren Guillaume Vogels en Jean-Baptiste Degreef. Het is niet gekend of er een verband bestaat tussen beide gratis opleidingscentra. Door deze verwarring worden bekende namen uit het Brabants Fauvisme soms gekoppeld aan de school van Hubert Belis, wat chronologisch onmogelijk is gezien Belis in 1902 overleed en de invloed van Auguste Oleffe op het Brabant fauvisme gekend is.       
De “Cercle d’art photografique Belge L’effort” (1901-1910) is een andere organisatie.  
Er kan ook verwarring zijn met het vrije atelier "Le Labor" in de Veydtstraat in Brussel, opgericht door William Jelley in 1914, dat materiële hulp verschafte aan kunstenaars bij het uitbreken van de oorlog

## Lijst van kunstenaars die deelnamen aan het atelier
"L'Effort" telde ongeveer vijftig leden.
- Jos Albert
- Marcelle Blum
- Albert Bockstael
- André Bosmans
- Jan Brusselmans
- Florent-Frédéric (Efée) Claes
- Philibert Cockx
- Louis-François Decoeur
- Anne-Pierre de Kat
- Charles Dehoy
- Jehan Frison
- Raymond Glorie
- Jan Cornelis Hofman
- Marcel Jeffreys
- William Jelley
- Henri Kerels
- Georges Latinis
- John Laudy
- Hendrik Logelain
- Medard Maertens
- Albert-Francois Mathys
- August Oleffe
- Willem Paerels
- Hendrik Rama
- Ferdinand Schirren
- Pierre Scoupreman
- Rodolphe Strebelle
- Louis Thevenet
- Suzanne Van Damme
- Victor Van de Vondel
- Guy Vandenbranden
- Erik Van Soens
- Maurits Verbist
- Medard Verburgh
- Rik Wouters